# CD247
A cadeia zeta da glicoproteína de superfície de célula T CD3, também conhecida como  cadeia zeta do receptor celular T3  ou CD247 (Cluster of Differentiation 247) é uma proteína que, em humanos, é codificada pelo gene CD247.

## Genômica
O gene é localizado no braço longo do cromossomo 1 na localização 1q22-q25 . O gene possui 87,896 bases e a proteína é formada por 164 aminoácidos, com um peso de 18.696 kiloDaltons.

## Função
O receptor de célula T zeta, junto com os heterodímeros de receptor de célula T alfa/beta e gama/delta e  CD3-gamma, -delta, e -epsilon, forma o complexo do receptor-CD3. A cadeia zeta possui um papel importante no acoplamento do reconhecimento de antígenos a diversas vias intracelulares de transdução de sinal. Duas variantes produzidas por splicing alternativo codificando diferentes isoformas foram encontradas para esse gene.

## Interações
CD247 interage com  Janus kinase 3 e a proteína homóloga de unc-119.